# Charaxes achaemenes
Charaxes achaemenes là một loài bướm thuộc họ Nymphalidae được tìm thấy ở across Africa.
Sải cánh dài 55–60 mm đối với con đực và 60–70 mm đối với con cái. Thời gian bay quanh năm.
Ấu trùng ăn Pterocarpus rotundifolius, Pterocarpus angolensis, Xanthocercis zambesiana, Dalbergia boehmii, Piliostigma thonningii, Pterocarpus erinaceus, Dalbergia nitidula, Brachystegia spiciformis.

## Hình ảnh

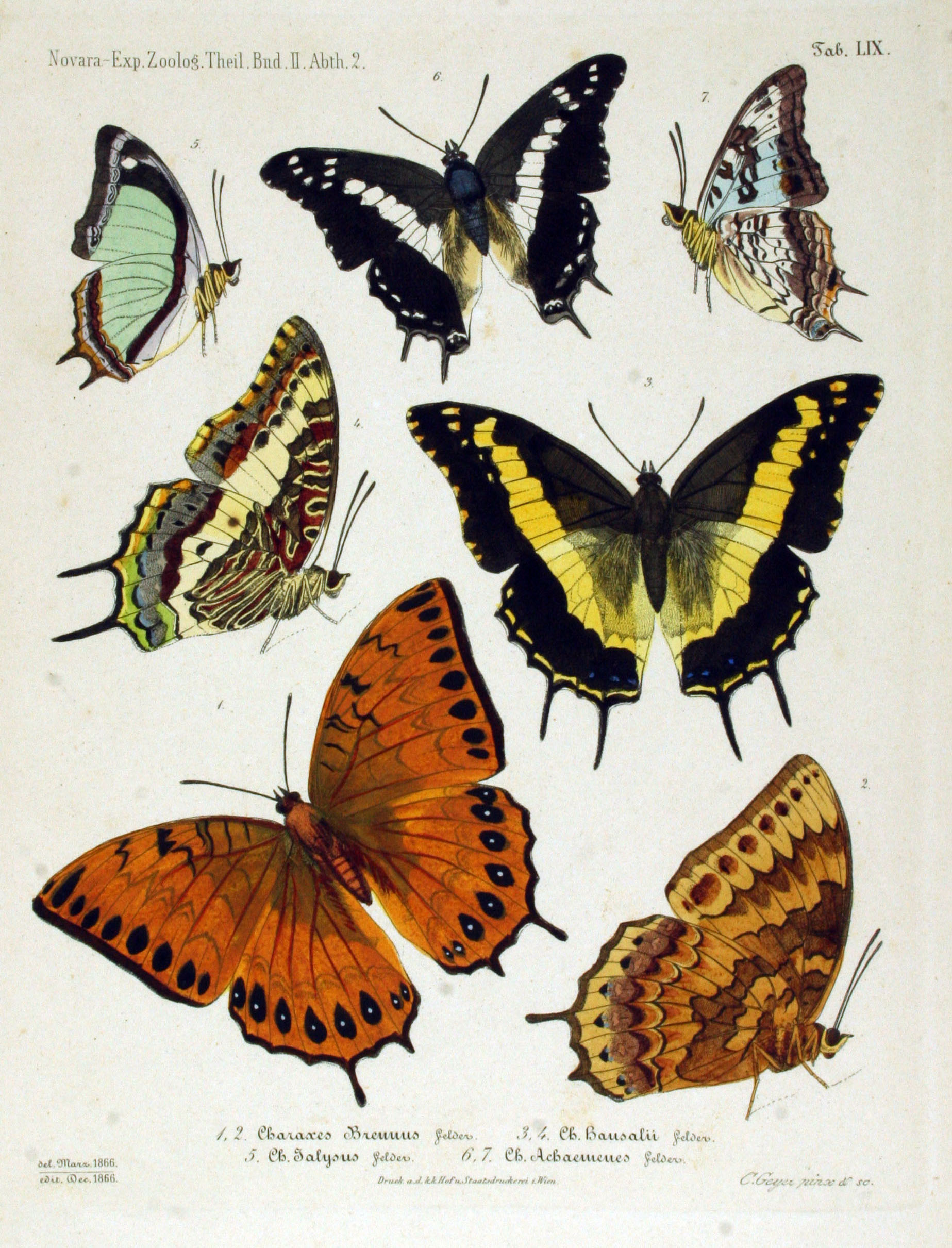

## Subpecies
Listed alphabetically.
- C. a. achaemenes C. & R. Felder, 1867
- C. a. atlantica van Someren, 1970
- C. a. monticola Joicey & Talbot, 1925